# Miłosława
Miłosława – staropolskie imię żeńskie, złożone z członów Miło- („miły”, „miłujący”) i -sława („sława”). Znaczenie imienia: „miła sławie”. Poświadczone w źródłach polskich jako Miłosława (XII wiek) i Miełosława (XIII–XIV wiek).
Zdrobnienie: Miłka. Forma męska: Miłosław.
Imię mało popularne w Polsce, w XXi wieku zyskujące popularność. W marcu 2001 nosiło je 421 osób. W styczniu 2025 roku, w publicznie dostępnych danych z rejestru PESEL, wykazano 517 kobiet o imieniu Miłosława nadanym jako imię pierwsze.
Miłosława imieniny obchodzi 17 stycznia, 2 lutego.

## Imię Miłosława w innych językach[6]
- łacina – Miloslava
- białoruski – Myloslava
- czeski – Miloslava, Miluše, Milana
- rosyjski – Miloslava
- słowacki – Miloslava, Milana.

## Kobiety o imieniu Miłosława
- Miloslava Misáková – czechosłowacka gimnastyczka.
- Miloslava Rezková – czechosłowacka lekkoatletka.
- Miłosława Krogulska – polska dziennikarka i astrolożka.